# Philip de Jersey
Philip de Jersey ou Philippe de Jersey est un historien, archéologue et numismate britannique originaire de Guernesey.

## Biographie
Philippe de Jersey est né à Guernesey dans les îles Anglo-Normandes. Il étudie la géographie au collège Hertford dépendant de l'université d'Oxford. Il poursuit ses études universitaires en passant une thèse de doctorat (Philosophiæ doctor) sur le thème de âge du fer dans le Nord-Ouest de la France (Normandie et Bretagne). Il devient un spécialiste érudit sur la Gaule du Nord-Ouest à l’âge du Fer et de ses monnayages.
De 1992 à 2008, il travaille à l'université d'Oxford dans l'informatisation des index du fonds documentaire consacré à la Monnaie gauloise. Les données informatisées passent de 14 000 à 40 000 références. Il met en ligne sur Internet le Celtic Coin Index de l’Institut d’Archéologie d’Oxford dans le cours des années 1990. Il est actuellement archéologue en chef des musées et archives des États de Guernesey ainsi que superviseur et chef de chantiers archéologiques pour le Musée de Guernesey.
Philippe de Jersey est membre honoraire des chercheurs du Ashmolean Museum. En 1999, il reçoit le Council Prize attribué par la British Numismatic Society aux membres distingués pour leur contribution à l'étude de la numismatique. Il est membre de la Revue archéologique de l'Ouest. Philippe de Jersey participe à de nombreux colloques et rencontres internationales, notamment en France avec sa compatriote guernesienne Claire Le Pelley, jurat à la Cour royale de Guernesey et présidente du Conseil d’administration de la bibliothèque Priaulx de Saint-Pierre-Port à Guernesey.
Depuis 2012, il dirige les recherches archéologiques sur le trésor de Grouville constitué d'environ 52 000 pièces de monnaie celtiques, découvert sur le territoire de la paroisse de Grouville sur l'île de Jersey.

## Publications
- 2006. Celtic coinage: new discoveries, new discussion. BAR international series n°.1532. Archaeopress.  (ISBN 9781841719672)
- 1997. Armorica and Britain: Cross-Channel Relationships in the Late First Millennium BC. Co-édité avec Barry Cunliffe. Oxford University Committee for Archaeology.  (ISBN 9780947816452)
- 1996. Celtic Coinage in Britain. Shire Archaeology n°.72. Shire Books.  (ISBN 9780747803256)
- 1994. Coinage in Iron Age Armorica. Oxford University Committee for Archaeology.  (ISBN 9780947816391)
- 1994. The Coinage of the Dobunni: Money Supply and Coin Circulation in Dobunnic Territory. Co-édité avec Robert D. Van Arsdell. Oxford University Committee for Archaeology.  (ISBN 9780947816384)
- 1992. La Tene and Early Gallo-Roman North-west France. Université d'Oxford.